# Президентское послание парламенту

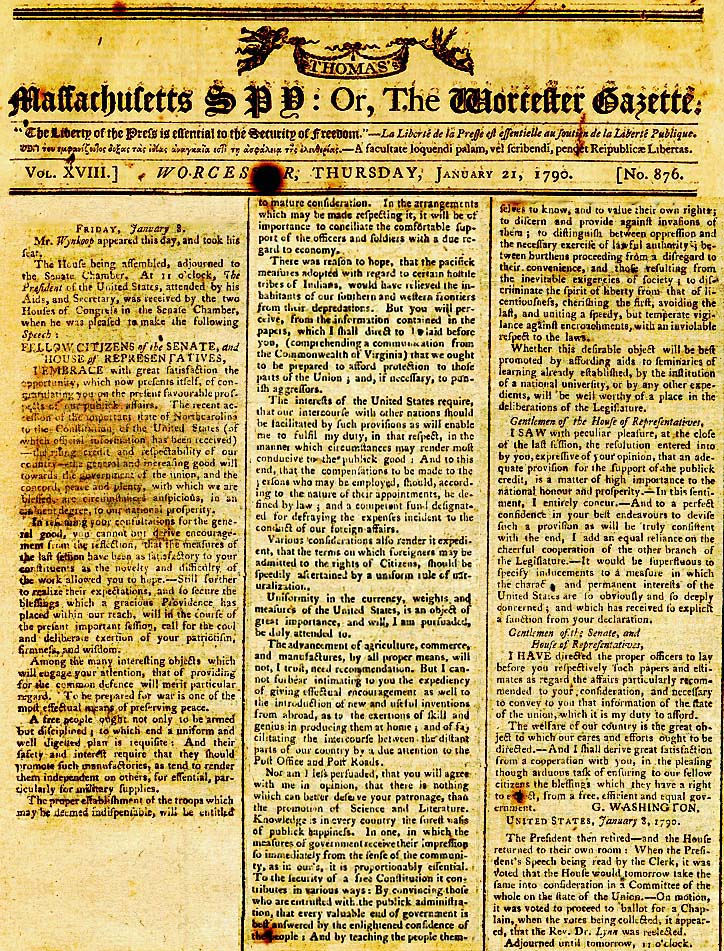
Первое обращение Джорджа Вашингтона «О положении страны» 1790 года

Президентское послание парламенту — устное или письменное обращение (как правило, ежегодное) президента к парламенту своей страны. Предусмотрено в конституциях многих стран (США, России, Румыния и других). Наиболее распространены в президентских республиках, где президент является главой государства.

## Примеры по странам

### Россия
Президент Российской Федерации:
[…] 
 е) обращается к Федеральному Собранию с ежегодными посланиями о положении в стране, об основных направлениях внутренней и внешней политики государства.— Конституция Российской Федерации, ст. 84
В России послание президента Федеральному собранию заслушивается на совместном заседании палат парламента, а затем публикуется. Содержание послания положения учитываются в ходе законодательной и иной деятельности парламента.

### США

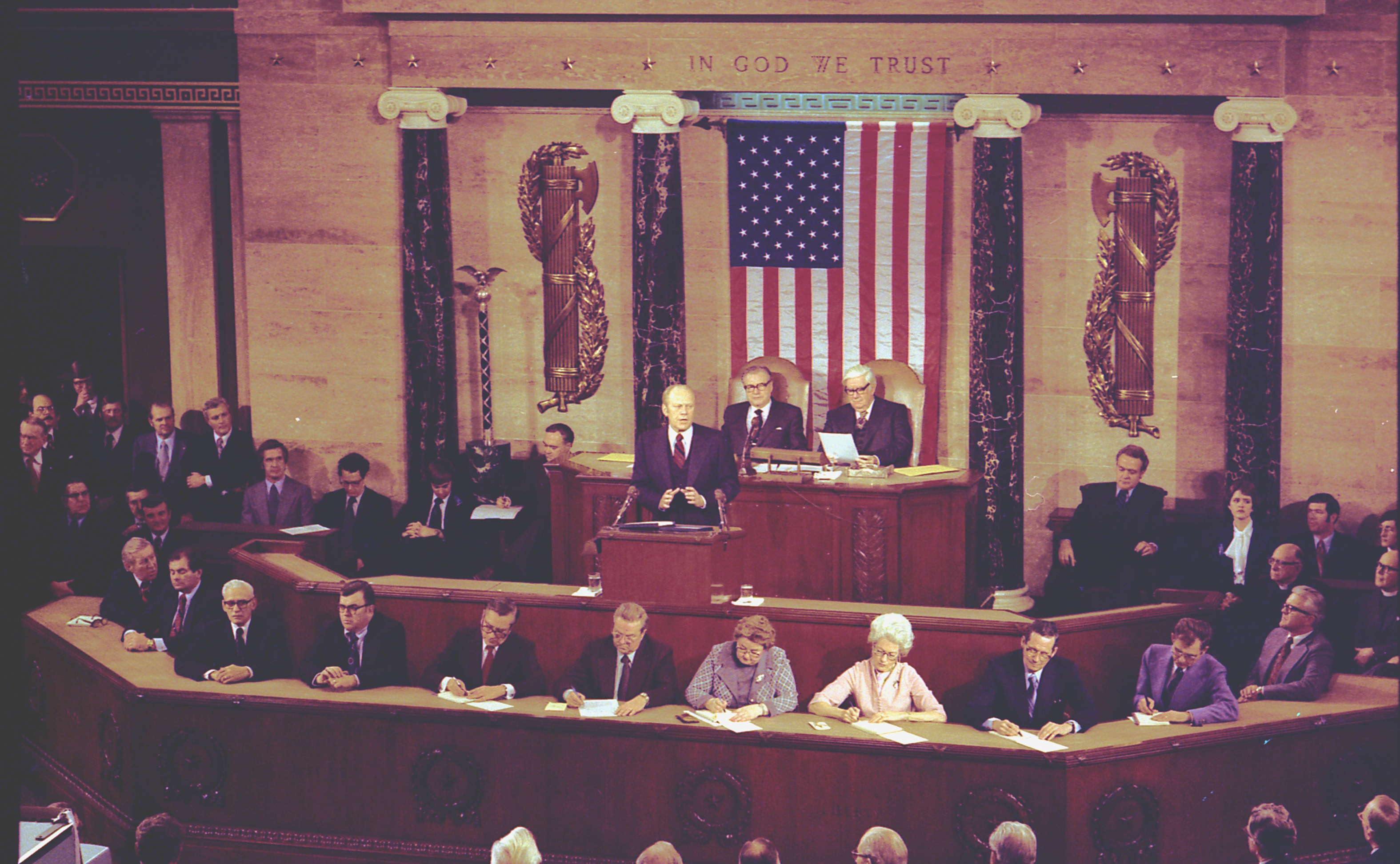
Джеральд Форд, выступающий с речью о положении дел в стране перед Конгрессом в 1977 году

Эта практика вытекает из обязанности президента США в соответствии с конституцией:

Отдел 3. От времени до времени он [президент] извещает конгресс о положении дел союза и обращает его внимание на такие меры, которые, по его мнению, будут необходимы и целесообразны;— Конституция США, ст. II
Хотя формулировка этого пункта не конкретизирована, начиная с 1930-х годов, президент делает этот доклад ежегодно в конце января или начале февраля.
Начиная с Франклина Рузвельта, доклад о положении дел в стране обычно произносится в январе перед совместной сессией Конгресса США и проходит в зале Палаты представителей Капитолия США. Вновь вступившие в должность президенты обычно выступают с обращением к Конгрессу в феврале первого года своего срока, но официальной эта речь не считается.
То, что начиналось как общение между президентом и Конгрессом, позже, с распространением радио, а затем и телевидения, стало общением между президентом и народом Соединенных Штатов — речь транслировалась в прямом эфире во всех часовых поясах Соединенных Штатов по большинству телеканалов. По крайней мере, с 1960-х годов, чтобы охватить наибольшую аудиторию, речь обычно произносится в 9 часов вечера (по восточному времени, UTC-5).